# Ференц Ковач
Ференц Ковач (мађ. Kovács Ferenc; Будимпешта, 7. јануар 1934 — Секешфехервар, 30. мај 2018) је био мађарски фудбалер, члан Олимпијске репрезентације Мађарске, играо је на позицији везногиграча.

## Каријера

### Клуб
Дебитовао је 1954. године као играч МТК-а, постао двоструки шампион Мађарске и освојио Куп са плаво-белима. Највећи међународни успех остварио је у својој последњој пуној сезони, достигавши финале КЕК-а 1964. године. Током куп серије наступгио је у 8 од 11 утакмица и постигао гол против Цвикауа. Играо је и у финалу у Бриселу, које је завршено нерешено (3-3), као и у реваншу у Антверпену, где је Спортинг из Лисабона победио са 1-0 због несрећног примљеног гола.

### Репрезентација
Током 1955. године појавио се само једном у сениорској репрезентацији Мађарске. У 1960. години био је део тима који је освојио бронзану медаљу на Олимпијским играма у Риму, и био је осмоструки олимпијски репрезентативац.

### Тренер
МТК
1965. године започео је тренерску каријеру у МТК-у, у омладинском тиму. Између 1968. и 1969. био је главни тренер две сезоне. У првој сезони освојили су Куп Мађарске.
Видеотон
Био је главни тренер Фехервара у три сезоне. Између 1972. и 1977. године консолидовао је тим у највишој дивизији. У сезони 1975-1976, Ференцварош је до последњег тренутка био у великој конкуренцији за титулу првака, али су на крају морали да се задовоље другим местом.
Средином осамдесетих, поред два трећа места у лиги, долазак до финала Купа УЕФА 1984-1985 био је врхунац његове тренерске каријере. Он је једини у Мађарској који је стигао до финала Купа Европе и као играч и као тренер.
Његов трећи тренерски период у Фехервару трајао је само једну сезону 1987-1988, са мало успеха.
Вашаш и репрезентација
Године 1977. преузео је управу шампиона Вашаша од Рудолфа Иловског. Истовремено био је помоћни тренер Лајошу Баротију током припрема репрезентације Мађарске која се припремала за Светско првенство у Аргентини. Ковач је постао савезни селектор репрезентације уместо Баротија, који је поднео оставку после Аргентине. До своје оставке на место савезног селектора 1979. године остварио је 2 победе, 4 ремија и 2 пораза у 8 мечева.
Остали тренерски послови
Радио је у Егеру између 1970. и 1972. године, у Дебрецину између 1980. и 1983. и у Сегедину између 1989. и 1990. године. Између 1990. и 1992. године, Ујпешт Дожа , клуб који је управо променио име, поново је постао главни тренер у Ујпешти ТЕ. У сезони 1986-1987 био је тренер Лас Палмаса на Канарским острвима.

## Достигнућа

### Играч
- Прва лига Мађарске у фудбалу
  - другопласирани: 1957/58.
- Куп победника купова у фудбалу (MNK)
  - финалиста: 1963/64.
- Митропа куп (КПК)
  - победник: 1955., 1963.

### Тренер
МТК
- Куп Мађарске у фудбалу (MNK)
  - победник: 1968.

Ујпешт
- Куп Мађарске у фудбалу (MNK)
  - победник: 1991/92.

Видеотон
- УЕФА Лига Европе (ЛЕ)
  - финале: 1984/85.
- Мађарски златни крст за заслуге (2015)[6]